# Gmach Giełdy i Banku Polskiego w Warszawie

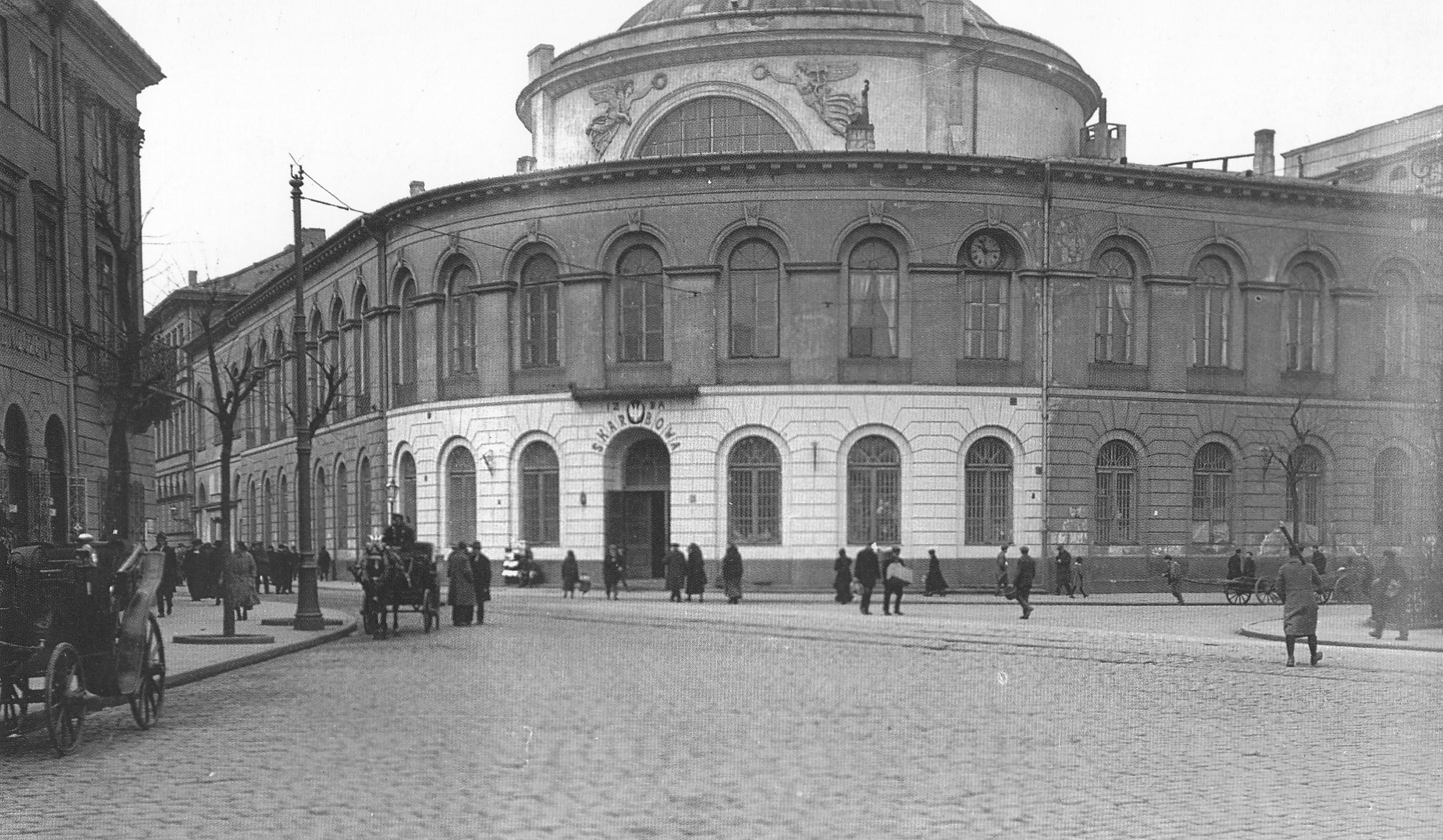
Gmach ok. 1920 roku

Gmach Giełdy i Banku Polskiego – budynek przy placu Bankowym 1 wzniesiony z przeznaczeniem na siedzibę Banku Polskiego i Giełdy.
W budynku miało siedzibę tzw. Muzeum Kolekcji im. Jana Pawła II.

## Opis
Klasycystyczny budynek został wzniesiony w latach 1825–1828 według projektu Antonia Corazziego.
Podczas obrony Warszawy we wrześniu 1939 budynek został uszkodzony w wyniku bombardowań.
W 1965 budynek został wpisany do rejestru zabytków.

### Przebudowy
- 1876–1876 – zamurowaną część arkad przemieniono w ten sposób, by stworzyć dodatkowe pomieszczenia biurowe
- 1928–1930 – dobudowano pawilon do głównego gmachu od strony ul. Elektoralnej
- 1950–1954 – rekonstrukcja według projektu Piotra Biegańskiego